# Влада (роман Карен Дуве)
«Влада» (нім. Macht) — науково-фантастичний роман німецької письменниці Карен Дуве, надрукований у лютому 2016 року видавництвом Galiani Verlag.

## Сюжет
Події роману розгортаються у вигаданій спільнота Веллінгштедта поблизу Гамбурга в 2031 році. За канцлера СДПН Олафа Шольца Німеччиною керують феміністки, які дотримуються суворої екологічної політики. Право балотуватися як кандидат у «керованій демократії» було обмежено кандидатами, які пройшли психологічну експертизу. Споживання м’яса неприйнятне, і за нього потрібно «платити» балами CO2. Критично налаштована молодь описує режим як «екофашизм». Теплові хвилі та сильні шторми стали нормою зі зміною клімату; пошкодження настільки серйозні, що страхування нерухомості більше не доступне. Генетично модифіковані рослини «вбивці ріпаку» розмножуються скрізь. Більшість приймають препарат «Ефебо» для того, щоб фізично омолодитися — залежно від дози — на декілька десятиліть («хроно-старий», на відміну від «біо-старого» без такого омолоджувального лікування). Не має значення, що ви ризикуєте захворіти на рак, тому що існує настрій кінця часів: «Ми всі можемо робити те, що хочемо, не боячись наслідків. Це добре, коли майбутнього немає». Тільки релігійні фундаменталісти утримуються від прийому препарату; вони старіють природним чином і тому піддаються дискримінації.
Цинічний оповідач головний герой-мачо Себастьян Бюргер, екоактивіст з юних років, працює в «інформаційному відділі» «Центру демократії», де студентам пояснюється стан справ. Оповідач проживає в будинку, який він отримав від своїх братів і сестер після смерті батьків й облаштував у стилі 1960-х і 1970-х років. Його дружина доктор Крістін Цеммельрогге, працювала міністром довкілля, охорони природи, зняття з експлуатації електростанцій та утилізації ядерних відходів, допоки вона не зникла з очей громадськості. Два роки проти власної волі утримувалася закутою ланцюгами в звуконепроникній кімнаті для приготування їжі в підвалі його будинку. Таким чином, Себастьян отримував садистське відчуття власної сили щодо жінок і тим самим почуватися чоловіком: «Звідки жінкам прийшла ідея, що вони повинні мати право голосу в будь-якому суспільстві?». Він доручає їй готувати улюблені страви та улюблене печиво, він постійно ґвалтує дружину та застосовує інші форми сексуального примусу над нею, завдяки чому в нарцисичний спосіб отримує задоволення. При цьому їх спільні маленькі діти, уявлення про це не мають.
На зустрічі однокласників через 50 років після випуску Себастьян зустрічає свою колишню кохану-однокласницю з дитинства Елізабет «Еллі» Вестфаль. Вони закохуються, тому Себастьян вирішує розпочати з нею нове життя. Щоб позбутися своєї дружини Крістін, яка стала б на заваді його шляху до нового життя, він намагається вбити її за допомогою передозування снодійним. Він дав їй отруту, дочекався, поки вона втратить свідомість, і нарешті замурував її на підвісній стелі перед спальнею. Коли він збирається приховати сліди злочину, Еллі випадково виявляє приховану кімнату. Вона підозрює, що там відбувається щось не дуже добре. Себастьян втрачає витримку, пригнічує її і тепер тримає нове кохання в полоні замість Крістін, тим самим руйнуючи їх спільне щасливе майбутнє. За відсутності Себастьяна Еллі намагається втекти та  відкриває щойно обштукатурену ділянку на стелі, яка приховувала все ще живу, але тяжко хвору внаслідок отруєння Крістін. Еллі розповідає їй про те, що з нею зробили.
З огляду на двох жінок, зачинених у своєму підвалі, які погрожують його видати, Себастьян планує втекти за кордон. Він просить наглянути за дітьми бабусю Герду. Своє зізнання він записав у листі, який планує відправити в поліцію, допоки перебуватиме у літаку на шляху до Парагваю.
Проте дорогою до аеропорту Гамбурга він наштовхнувся на демонстрацію войовничих і правоекстремістських борців за права чоловіків з «Руху Маскуло», в тіні яких перебуває байкерська банда на чолі з колишнім однокласником Інго Дрезеном, який планує вчинити безлад. Вони хочуть напасти на африканських біженців, перед тим, як врятувати деяких приречених тварин на вбивство євангелістськими «учнями Іоанна про сім сурових». Себастьян втягується в криваву й апокаліптичну церемонію забою, з якої він, важко поранений, тікає за допомогою Дрезена. Лист зізнання, який він передає Дрезену незадовго до від’їзду, не відправляється в поліцію, як було домовлено, натомість друг сам читає його, а потім звільняє Крістін та Еллі з полону.
Себастьян дізнався про новину, перебуваючи в літаку. Оголошений Інго Дрезеном державний переворот не відбувся. Під вигаданим приводом рейс має зробити зупинку в Парижі. Себастьян очікує, що його заарештують. Свою невдачу він пояснює відсутністю солідарності серед чоловіків зі світом, яким керують жінки: «Немає солідарності серед слабких. Що таке дружба між чоловіками і похвала з вуст дійсно могутніх жінок?» Внутрішній монолог Себастьяна закінчується питанням: «Де Еллі? Вона мені зараз дуже потрібна. Де Еллі?»

## Відгуки
«Влада» — це вигадане опрацювання тем, які Карен Дуве раніше підіймала в науково-популярній книзі «Гідне харчування» (2011) і в есе «Чому все йде не так. Як егоїсти, порожнисті голови та психопати гублять нас на майбутнє» (2014).
В інтерв’ю Мартену Рольфу Дуве пояснила, що вона, по суті, хотіла об’єднати три ідеї: «Історія, яка відбувається в найближчому майбутньому. Окрім цього, думка про те, що в минулому все було краще... І по-третє, випадок австрійця Йозефа Фріцля, який десятиліттями тримав у полоні свою дочку, а згодом і їх дітей... Головний герой каже: Все своє життя я робив добро, займався і навіщо? Через п’ять років настане кінець світу, і чи варто мені тепер підкорятися егоїстичній подорожі колишньої дружини? Якщо інші ідіоти обходяться без, я хочу знову жити. Навіщо відпускати того, хто насправді слабший за мене?».
Літературні критики здебільшого негативно сприйняли роман.
Джулія Енке назвала книгу «садистським м'яким порно без сюрпризів», яке залишається без наслідків. Марлен Гобрак соромиться зізнатися, що деякі сцени «дуже смішні, тому що вони написані блискуче», але вона також визнає, що «неприємна гіркота» має подобатися, щоб мати можливість щось отримати від книги. Катаріна Гранзін вважає Себастьяна «огидним, але також смішним і водночас дивно правдоподібним». Для Сіґрід Леффлер Себастьян Бюргер — «прихований розлючений громадянин» і «тупий психопат»; до речі, історія не має глибини .
Сатира, викладена як екодистопія, нагадує Іджомі Мангольду «Покору» Мішеля Вельбека, але він критикує «повну відсутність двозначності (на відміну від вельбека)» і вважає «Владу» «провальним романом», оскільки Себастьян Бюргер як психіатрична справа не могла втілити реальну альтернативу державному фемінізму. Тому в повісті немає розвитку, ролі залишаються незмінними від першої до останньої сторінки. Плоскі символи дають мало підстав для ідентифікації. Зрештою, шалений кінець історії має «якості екшна». Фолькер Вейдерман читав книгу як «політичний роман без надії».
Карін Геррманн посилається на модель Синьої Бороди та на паралелі з «Романом дощу» Дуве, в якому відносини між статями також представлені як гра з нульовою сумою. Немає рівності між чоловіками та жінками, є лише переможці та підкорені, а «концепція влади збігається з поняттям зловживання владою». Хоча Себастьян Бюргер регресивно облаштовує власний будинок у стилі свого дитинства, він все частіше виключає цифрові носії зі свого життя. Зрештою він не провалився зі своїми планами, йому «просто не пощастило».
Більшість критиків не помічають той факт, що зображення політичних екстремістів у романі відповідають оригінальним документам і свідченням. Гунда Бартельс порівнює висловлювання чоловіків із гаслами суперечливого політика АдН Бьорна Гекке, «який любить закликати членів партії на зборах партії «відкрити нашу маскулінність», щоб нарешті знову „зуміти захистити себе“». Катаріна Гранзін зазначає, що «Маніфест» масового вбивці Андерса Брейвіка також був використаний для роману «з прямими цитатами», що надає «портрету жорстокого психопата моторошної автентичності». Загалом вона приходить до висновку, що роман є «досить барвистим шоу жахів значної розважальної цінності».

## Видання
- Karen Duve: Macht. Galiani Berlin. Berlin 2016, ISBN 978-3-86971-008-2
- Karen Duve: Macht. Goldmann, München 2018, ISBN 978-3-442-47266-6 (Taschenbuchausgabe).
- Charly Hübner liest Macht von Karen Duve. Roof Music, Bochum 2016, ISBN 978-3-86484-333-4 (Hörbuch).
- англомовне видання: The Prepper room. Übersetzt von Mike Mitchell. Dedalus, Sawtry (Cambridgeshire), 2018, ISBN 978-1-910213-72-8